# Quadrastichus
Quadrastichus (лат.) — род паразитических наездников рода из семейства Eulophidae (Chalcidoidea) отряда перепончатокрылые насекомые.

## Распространение
Евразия, Африка, Австралия.

## Описание
Мелкие наездники-эвлофиды, длина тела 1—2 мм. Булава усиков состоит из 3 члеников, жгутик из трёх (самки) или четырёх члеников (самцы). Все членики жгутика усика длиннее своей ширины. На промежуточном сегменте нет околодыхальцевых раздваивающихся гребней. Передняя голень с одной шпорой. Передние крылья без постмаргинальной жилки. На субмаргинальной жилке переднего крыла одна дорсальная щетинка. Брюшко длиннее груди и головы вместе взятых.
Окраска тела разнообразная: жёлтая, коричневая, чёрная.
Многие виды Quadrastichus связаны с галлами, обычно как эндопаразитоиды Cecidomyiidae (Diptera) и Cynipidae (Hymenoptera), а у одного европейского вида (Q. sajoi) есть личинки, которые хищники клещей-эриофид Eriophyidae в галлах. Один вид недавно был зарегистрирован как инвазивный вредитель, вызывающий образование галлов на коралловых деревьях рода Erythrina (семейство Бобовые).
В дополнение к тому, что виды Quadrastichus связаны с галлами, другие имеют различную биологию, а среди других хозяев отмечены жуки из семейств Curculionidae и Buprestidae, а некоторые азиатские виды являются паразитоидами Agromyzidae, минирующих листья.

## Систематика
Около 90 видов. Род Quadrastichus был впервые описан в 1913 году, а в 1988 году синонимизирован с родом Aprostocetus. В 1991 году восстановлен из синонимии (Graham & La Salle, 1991).
В 2006 году несколько видов рода Tetrastichus российский гименоптеролог Виктор Костюков перенёс в состав рода Quadrastichus.
Quadrastichus очень сходен с родами Aprostocetus, Citrostichus Boucek, Mischotetrastichus, Oomyzus Rondani и Tetrastichus Haliday. От Aprostocetus отличается одной дорсальной щетинкой на субмаргинальной жилке переднего крыла, в то время как у Aprostocetus обычно их две. Также по одной щетинке у Citrostichus, Mischotetrastichus и Tetrastichus, но Quadrastichus и Citrostichus отличаются от Tetrastichus отсутствием Y-образного параспикулярного киля, а от Citrostichus и Mischotetrastichus отличаются наличием отчётливого петиоля. Кроме того, Oomyzus очень сходен с Quadrastichus, но отличается такими признаками: сегменты жгутика не длиннее ширины, первый членик жгутика самок часто короче, чем педицель, а средняя доля мезоскутума с 2-5 адноталярными щетинками.
- Quadrastichus admirofuniculus (Kostjukov, 1995)
- Quadrastichus ainsliei (Gahan, 1917)
- Quadrastichus anysis  (Walker, 1839)
- Quadrastichus artemisiphilus  Graham, 1991
- Quadrastichus baadhoicus  Kostjukov, 2000
- Quadrastichus baldufi  (Burks, 1943)
- Quadrastichus bararius  Narendran, 2007
- Quadrastichus bardus  Prinsloo and Kelly, 2009
- Quadrastichus brevifuniculus  (Kostjukov, 1976)
- Quadrastichus brevinervis  (Zetterstedt, 1838)
- Quadrastichus capitonus  (Kostjukov, 1978)
- Quadrastichus centor  (Graham, 1961)
- Quadrastichus cerolus  Narendran, 2007[3]
- Quadrastichus citrella  Reina and La Salle, 2004
- Quadrastichus citrinus  (Thomson, 1878)
- Quadrastichus colothorax  Graham, 1991
- Quadrastichus cryptorrhynchi  (Domenichini, 1967)
- Quadrastichus dasineurae  Doganlar, LaSalle, Sertkaya and Doganlar, 2009
- Quadrastichus davius  Narendran, 2007
- Quadrastichus delusus  Narendran, 2007
- Quadrastichus demiticus  Narendran, 2007
- Quadrastichus dentatus  (Kostjukov, 1978)
- Quadrastichus diarthronomyiae  (Gahan, 1923)
- Quadrastichus dicleus  Narendran, 2007
- Quadrastichus elachistus  Graham, 1991
- Quadrastichus erythrinae  Kim, 2004
- Quadrastichus fagri  Narendran, 2007
- Quadrastichus flavomaculatus Li & Li, 2023[8]
- Quadrastichus flavus  (Howard, 1897)
- Quadrastichus flora  (Girault, 1917)
- Quadrastichus fungicola  Graham, 1991
- Quadrastichus gallicola  Prinsloo and Kelly, 2009
- Quadrastichus garuda  Narendran, 2007
- Quadrastichus getiolus  Narendran, 2007
- Quadrastichus haitiensis  (Gahan, 1929)
- Quadrastichus ingens  Prinsloo and Kelly, 2009
- Quadrastichus lantanae  Narendran, 2007
- Quadrastichus lasiocerus  (Graham, 1961)
- Quadrastichus lavania  Narendran, 2007
- Quadrastichus lekatus  Narendran, 2007
- Quadrastichus liriomyzae  Hansson and LaSalle, 1996
- Quadrastichus longiclavatus  Narendran, 2005
- Quadrastichus longicorpus  (Khan and Shafee, 1988)
- Quadrastichus longiscapus Li & Li, 2023[8]
- Quadrastichus longiseta Li & Li, 2023[8]
- Quadrastichus lurvi  Narendran, 2007
- Quadrastichus malhamensis  (Graham, 1961)
- Quadrastichus mangalae  Narendran, 2007
- Quadrastichus mendeli  Kim and La Salle, 2008
- Quadrastichus misellus  (Delucchi, 1954)
- Quadrastichus moskwitini  (Kostjukov, 1990)
- Quadrastichus multisensillis  (Kostjukov, 1995)
- Quadrastichus narangae  Narendran, 2007
- Quadrastichus nigrinotatus  Girault, 1913
- Quadrastichus obrutschevi  (Kostjukov, 1990)
- Quadrastichus orientalis  (Kostjukov, 1995)
- Quadrastichus ovulorum  (Ferriere, 1930)
- Quadrastichus pedicellaris  (Thomson, 1878)
- Quadrastichus pellucens  (Erdos, 1969)
- Quadrastichus pellucidis  (Kostjukov, 1995)
- Quadrastichus pennantipterus  (Kostjukov, 1995)
- Quadrastichus perissiae  (Janata, 1912)
- Quadrastichus pigarevitschae  Kostjukov, 2000
- Quadrastichus plaquoi  Reina and La Salle, 2004
- Quadrastichus praecox (Graham, 1961)
- Quadrastichus pseudoecus  (Kostjukov, 1995)
- Quadrastichus pteridis  Graham, 1991
- Quadrastichus pulchriventris  (Girault, 1916)
- Quadrastichus punctatus  (Kostjukov, 1978)
- Quadrastichus rosarum  Yegorenkova and Yefremova, 2007
- Quadrastichus sajoi  (Szelenyi, 1941)
- Quadrastichus saraicus  Narendran, 2007
- Quadrastichus schamora  (Kostjukov, 1995)
- Quadrastichus schuvachinae  (Kostjukov, 1995)
- Quadrastichus semilongifasciatus  (Girault, 1916)
- Quadrastichus solidaginis  (Burks, 1943)
- Quadrastichus soloni  Kostjukov, 2000
- Quadrastichus stenocranus  Graham, 1991
- Quadrastichus stomalis  Narendran, 2007
- Quadrastichus storozhevae  Kostjukov, 2000
- Quadrastichus sudheeri  Narendran, 2007
- Quadrastichus thysanotus  (Foerster, 1861)
- Quadrastichus ulysses  (Girault, 1916)
- Quadrastichus urbanus  (Kostjukov, 1978)
- Quadrastichus ussuriensis  (Kostjukov, 1995)
- Quadrastichus vacuna  (Walker, 1839)
- Quadrastichus ventricosus  (Graham, 1961)
- Quadrastichus vinitia  Narendran, 2007
- Quadrastichus whitmani  (Girault, 1916)
- Quadrastichus xanthosoma  (Graham, 1974)
- Quadrastichus zaslavskyi  Kostjukov, 2000
- Quadrastichus zenta  Narendran, 2007